# Havdala
Havdala (en hebreu: הבדלה) és la cerimònia religiosa jueva que marca la fi simbòlica del Sàbat i anuncia l'arribada d'una nova setmana.
En el judaisme, el Sàbat acaba, (i la nova setmana comença), el vespre del dissabte. L'Havdala pot ser recitada quan tres estels són visibles en el cel nocturn.
Normalment, l'Havdalah és recitat acompanyat de vi kosher o suc de raïm kosher, encara que també es poden usar altres begudes (excepte l'aigua) si no hi ha disponibilitat de vi o suc de raïm.
En culminar el Sàbat, s'encén una espelma especial trenada amb més d'una metxa i es recita una oració. Així mateix, s'acostuma a mirar fixament les ungles de les mans reflectides en la llum de l'espelma.
Després, es passa de mà en mà espècies, sovint guardades en una especier decoratiu, de manera que tothom pugui olorar la fragància.
S'usen per a aquest propòsit branques de plantes aromàtiques.
S'acostuma a embellir i honorar la Mitsvà de l'Havdala mitjançant la col·locació de les espècies en una bonica caixa d'espècies. L'Havdalah requereix que una persona utilitzi els seus cinc sentits a tastar el vi, olorar les espècies, veure la flama de l'espelma, sentir la seva calor i escoltar les benediccions.